# Unterwegs (Tschechow)
Unterwegs, auch In der Passagierstube (russisch На пути, Na puti), ist eine Erzählung des russischen Schriftstellers Anton Tschechow, die am 25. Dezember 1886 als Weihnachtsgeschichte in der Sankt Petersburger Zeitung Nowoje wremja erschien.
J. Treumanns Übertragung ins Deutsche kam 1891 bei Reclam in Leipzig auf den deutschsprachigen Buchmarkt. Ebenfalls 1891 folgte die Übersetzung ins Ungarische (Utközben), 1893 ins Serbokroatische (Уз пут) und 1903 ins Englische (On the Way).

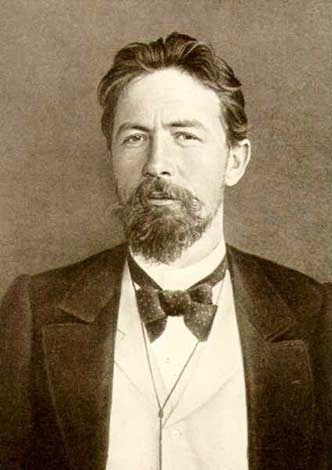
Anton Tschechow

## Überblick
Ein Schneesturm zwingt zum Halt. Das etwa 20-jährige schlanke Fräulein Marja Michailowna Ilowaiskaja und der 42-jährige obdachlose Witwer Grigorij Petrowitsch Licharew bringen die Nacht zusammen mit Licharews achtjähriger Tochter Sascha in der Passagierstube zu, einem Zimmer in einem Gasthaus an der Poststraße, in dem Reisende auf die Weiterfahrt warten.
Anton Tschechow resümiert: „… ihm [Licharew] schien es plötzlich, als ob nur noch zwei oder drei gute kräftige Schritte gefehlt hätten, und dies Mädchen hätte ihm alle Mißerfolge, hätte ihm sein Alter, sein Elend verziehn und wäre ihm nachgefolgt, ohne zu fragen...“ Was heißt das? Nun – Licharew kann reden, besser gesagt, das Gegenüber – besonders wenn es sich um eine Frau handelt – beeinflussen. Das hat er bereits bei mancher Frau vollbracht. Immerhin hat er Marja stark beeindruckt: „Zum erstenmal in ihrem Leben sah sie einen begeisterten, leidenschaftlich glaubenden Menschen vor sich...“ Licharew erklärt ihr axiomatisch: „Ich aber sage Ihnen, daß das Weib immer die Sklavin des Mannes war und sein wird.“
Am nächsten Morgen fährt Marja allein und ohne ein Abschiedswort ihrer Wege. Die beiden sind kein Paar geworden. Dem Leser bleibt überlassen, die Fortsetzung zu erahnen. Denn Licharew ist auf der Reise zu Marjas Onkel, dem Bergwerksbesitzer General Schaschkowskij. Licharew will unter dem General als Verwalter der Kohlengruben tätig sein.

## Charakter der Hauptpersonen
Marjas Mutter ist verstorben. Weil ihr Vater unzurechnungsfähig ist und der Bruder trinkt, muss Marja das Vorwerk Ilowaiskoje einschließlich des riesigen Landbesitzes ihres Vaters selbständig bewirtschaften.
Vor Marja nennt sich Licharew einen verkrachten Gutsbesitzer, der das halbe Leben unter Atheisten und Nihilisten verbracht hat, der aus einer Nonne eine Nihilistin machte, die später auf einen Gendarm schoss, der mit dem Slawophilen Aksakow korrespondierte, als Archäologe arbeitete, Volksdichtungen sammelte und sich als Ukrainophile profilieren wollte. Seinen Universitätsbesuch fasst er vor Marja folgenderweise zusammen: „...daß jede Wissenschaft wohl einen Anfang, aber kein Ende hat, genau so wie ein Kettenbruch.“ Also kehrte er den Schulen den Rücken und mischte sich unters Volk; „arbeitete in Fabriken, wurde Schmierer und Treidler“. Licharew hat die Gouvernements Archangelsk und Tobolsk durchwandert und fünfmal im Gefängnis gesessen. Er gesteht zum Tode seiner Ehefrau: „...meine Frau verließ mich auf meinen Wanderfahrten nicht einen Augenblick und wechselte ihren Glauben wie eine Wetterfahne, je nachdem meine Entzückungen wechselten... vor meinen Augen starb die Frau, die ich durch mein unstetes Wesen zu Tode quälte.“
Licharew hat seine Söhne Stjopa und Kolja bei einem Verwandten zurückgelassen. Sascha will zu den Brüdern zurück. Denn dort steht ein Weihnachtsbaum. Licharew muss dem Töchterchen solche Umkehr ausreden.

## Selbstzeugnis
- Am 24. Dezember 1886 in einem Brief an Nikolai Leikin[10]: „Drei Wochen lang habe ich mir eine Weihnachtserzählung für Nowoje wremja abgerungen, fünfmal habe ich von vorn angefangen, ebenso viele Male habe ich sie wieder durchgestrichen, bespuckt, zerrissen, beiseite geschleudert und verflucht.“[11]

## Zeitgenössische Rezeption
- Anton Tschechows Bruder Alexander schreibt am 26. Dezember 1886, die Erzählung mache „in Petersburg Furore“.[12]
- Die Kinderbuchautorin Marija Kisselewa[A 2] äußert Anfang 1887: „...so muß eine Erzählung sein! Warm, freundlich und vorzüglich geschrieben!“[13]
- Korolenko hebt den Text mehrfach hervor:
  - Am 24. September 1888: „Im ganzen hat Tschechow den alten Rudin-Typ[A 3] sozusagen in neuer Haut... richtig getroffen.“[14]
  - In der zweiten Hälfte des Jahres 1904 in einem Nachruf: „...Tschechow erschien mir wie eine junge Eiche, deren Triebe nach allen Seiten schießen, die zwar noch krumm und irgendwie ohne Form ist, in der man aber schon die Kraft und unverfälschte Schönheit des zukünftigen machtvollen Wuchses spürt.“[15]
- Rachmaninow schreibt auf die Partitur seiner sinfonische Dichtung Der Fels: „Dem Autor der Erzählung Unterwegs, deren Inhalt, unter dem gleichen Motto, als Programm für dieses Musikwerk diente.“[16][A 4]

## Deutschsprachige Ausgaben
- Unterwegs. S. 306–324 in Gerhard Dick (Hrsg.) und Wolf Düwel (Hrsg.): Anton Tschechow: Das schwedische Zündholz. Kurzgeschichten und frühe Erzählungen. Deutsch von Gerhard Dick. 668 Seiten. Rütten & Loening, Berlin 1965 (1. Aufl.)

### Verwendete Ausgabe
- Unterwegs. S. 1–25 in A. P. Tschechow: Neue Meistererzählungen. Deutsch von Reinhold Trautmann. 367 Seiten. Dieterich’sche Verlagsbuchhandlung, Leipzig 1949 (Aufl. 1958, Vorwort 20 Seiten von R.M.)